# Dendrogaster arbusculus
Dendrogaster arbusculus is een kreeftachtigensoort uit de familie van de Dendrogastridae. De wetenschappelijke naam van de soort is voor het eerst geldig gepubliceerd in 1911 door Fisher.